# Thundersley
Thundersley är en ort i unparished area Benfleet, i distriktet Castle Point, i grevskapet Essex, i England. Orten är belägen 10 km från Southend-on-Sea. Thundersley var en civil parish fram till 1974. Civil parish hade 6 482 invånare år 1951. Byn nämndes i Domedagsboken (Domesday Book) år 1086, och kallades då Thunreslea.